# フランツ・ヴィルヘルム・ザイヴェルト

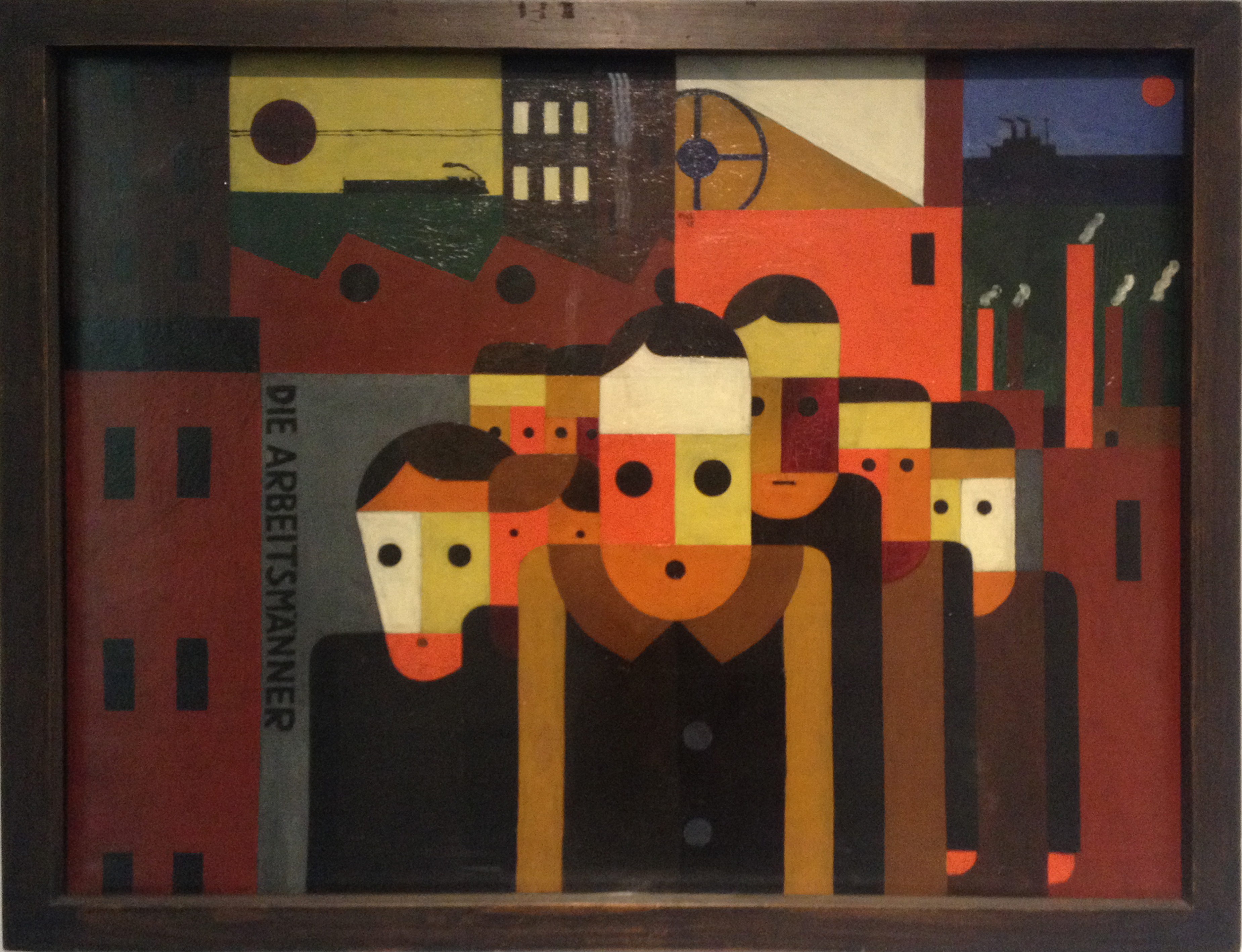
ザイヴェルト作「労働者たち」(1925)

フランツ・ヴィルヘルム・ザイヴェルト（Franz Wilhelm Seiwert、1894年3月9日 - 1933年7月3日）はドイツの画家、版画家、彫刻家である。「ケルン前衛派（Kölner Progressiven）」のメンバーであった。 

## 略歴
ケルンで生まれた。1910年からケルンの美術工芸学校（後のKölner Werkschulen）で学び、第一次世界大戦が始まるまで建築家の助手として働いた。1916年に反戦的な芸術サークルを運営する、ケーテ・ヤトー＝ツィンマーマン(Käthe Jatho-Zimmermann)とカール・オスカー・ヤトー夫妻と知り合い、サークルに参加し表現主義美術を知って、表現主義的な木版画を展覧会に出展した。
1919年と1920年の間は戦後多くのケルンのアーティストが移った、ベルギーとの国境に近いアイフェル村（ Eifeldorf Simonskall）で過ごした。1919年にはケルンで大規模なダダイズムの展覧会が開かれ、マックス・エルンストと知り合い展覧会への参加を求められた。ザイヴェルトはダダイズムはブルジョア的だと考えていたので最終的に展覧会への参加を断った。
1921年にケルンに戻り、マルクス主義の熱心な信奉者になり、社会的弱者やルール地方の労働者を題材にするようになった。作品は徐々に抽象的なスタイルになっていった。1922年にデュッセルドルフでソヴィエトロシアにおける芸術運動および政治状況を諸外国に伝達する活動をしていたエル・リシツキーと会っている。
ハインリヒ・ホーレやアントン・レーデルシャイトといった画家や写真家のアウグスト・ザンダーといった人々と親しかった。ザイヴェルトの作品は「Der Sturm 」やベルリンでフランツ・プエムファートが創刊した「ディー・アクティオーン」に掲載された。10年間ほどケルンやデュッセルドルフ、ベルリンやパリで作品が展示され、1927年にベルリンを訪れた時にはカジミール・マレーヴィチらとも知り合い、マレーヴィチが提唱する「シュプレマティスム」の信奉者になった。
1828年ころには国際的にも知られるようになりアメリカやケルンの美術館に作品が買い上げられた。「ケルン前衛派」の機関紙「a bis z」の編集を1933年まで続けた。ナチスが権力を掌握した後、ケルンから離れるが、病気のためにケルンに戻り、ケルンの病院で亡くなった。39歳だった。
1937年にザイヴェルト作品はナチス政府により「退廃芸術」に指定され、ドイツの美術館にあった作品は没収され破壊された。

## 作品

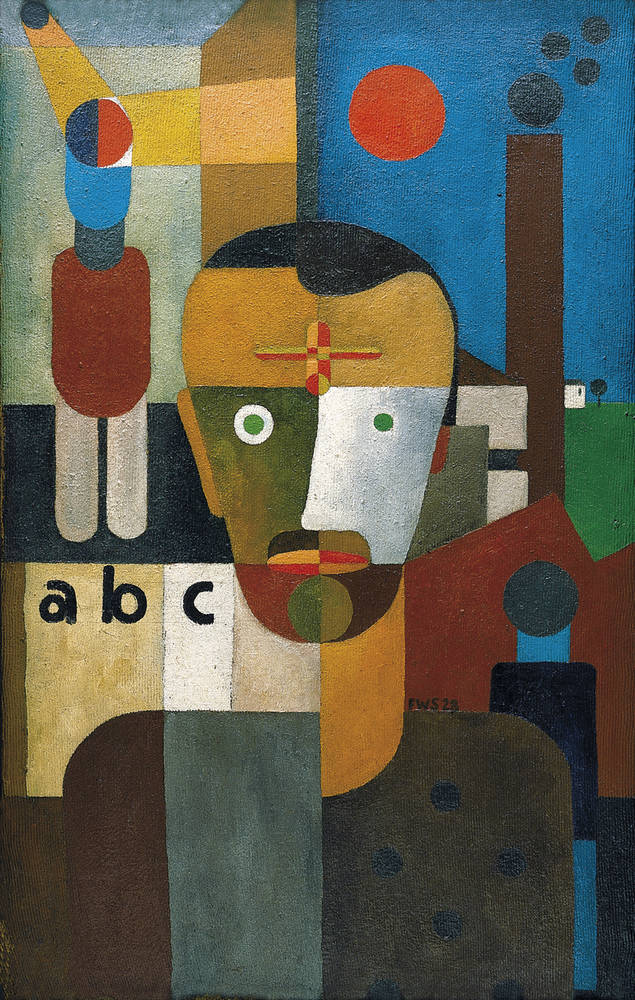
自画像 (1928) Von der Heydt Museum 蔵
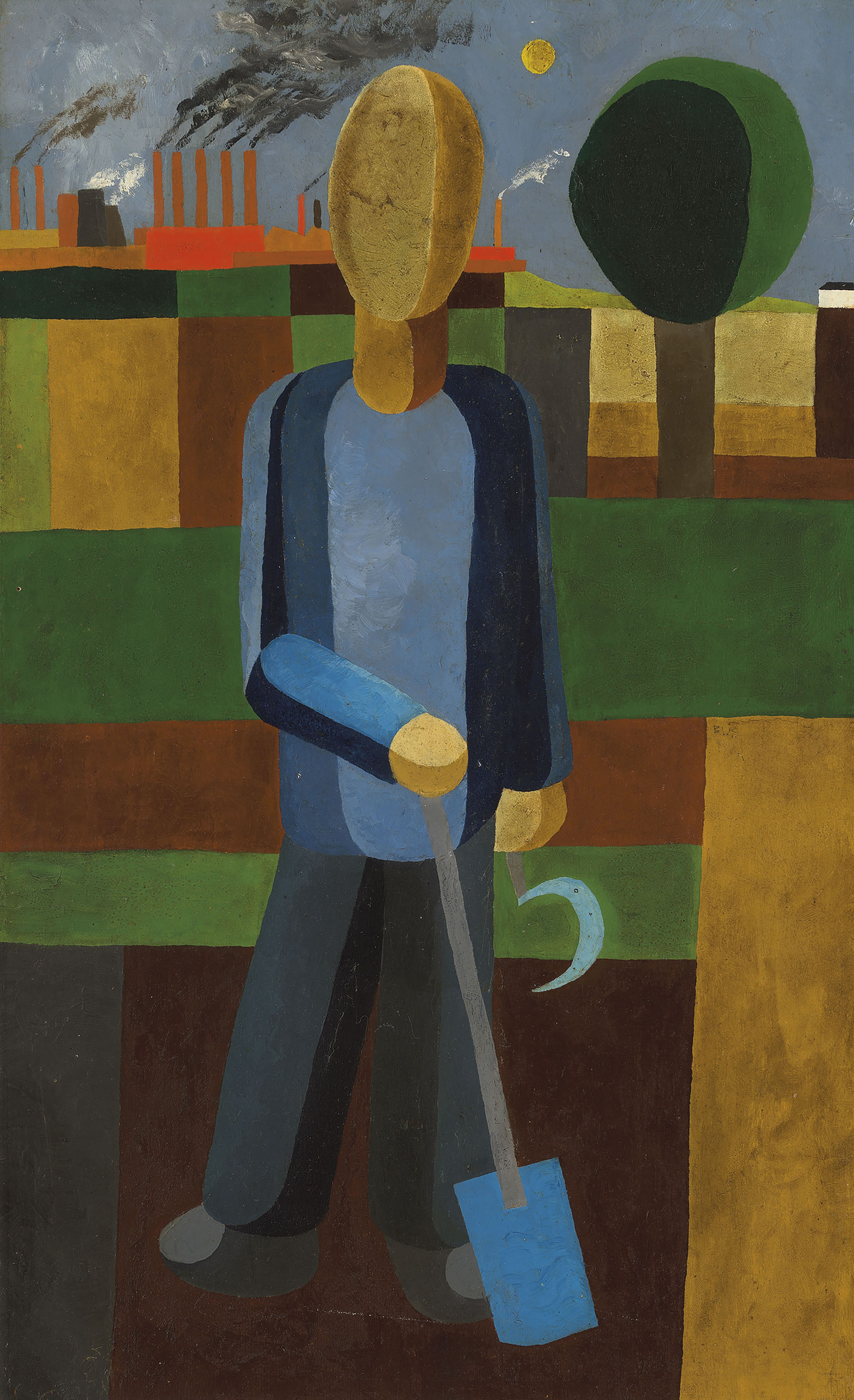
庭師
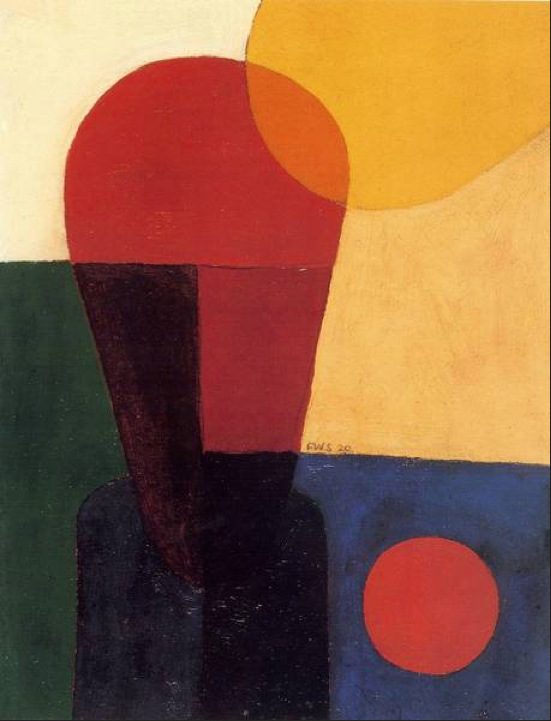
抽象化された半身人物像(1920)
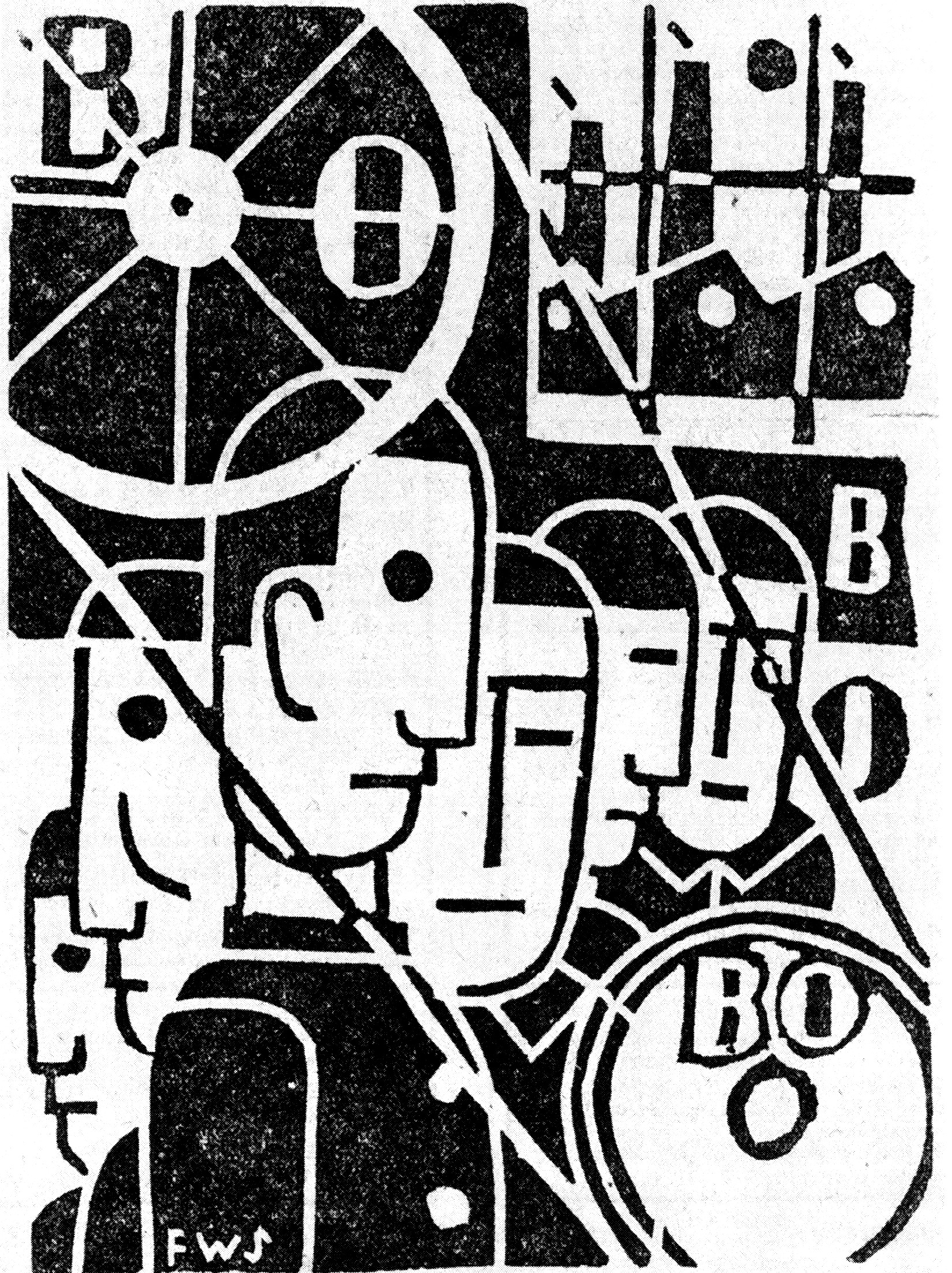
版画